# Ruppia tuberosa
Ruppia tuberosa är en natingväxtart som beskrevs av J.S.Davis och Philip Barry Tomlinson. Ruppia tuberosa ingår i Natingsläktet och i familjen natingväxter. IUCN kategoriserar arten globalt som livskraftig. Inga underarter finns listade.